# 托雷西利亚德拉瓦德萨
托雷西利亚德拉瓦德萨，是西班牙卡斯蒂利亚-莱昂巴利亚多利德省的一个市镇。总面积27平方公里，总人口340人（2001年），人口密度13人/平方公里。